# Застава Азербејџанске ССР
Застава Азербејџанске ССР је усвојена 7. октобра 1952. године од стране владе Азербејџанске ССР. Застава је била иста као Застава Совјетског Савеза са додатком плаве траке у доњем делу. Прва застава је усвојена 1920, али је трајала до 1921. јер је Азербејџанска ССР тада била у склопу Закавкаске СФСР и користила је заставу Закавкаске СФСР све до 1937. Након 1937. првобитна застава Азербејџанске ССР је била црвене боје са српом и чекићем у горњем левом углу и скраћеницом за републику на азерском језику. Од 1937. до 1940. текст је био на латиници, а од 1940. до 1952. текст је био исписан ћирилицом.

## Историјске заставе
- 1920–1921
- 1921–1922
- 1930–1936
- 1937–1940
- 1940–1952